# Ditrichum capillaceum
Ditrichum capillaceum là một loài rêu trong họ Ditrichaceae. Loài này được Hedw. Watts & Whitel. mô tả khoa học đầu tiên năm 1902.